# Mieczysław Skulimowski
Mieczysław Maciej Skulimowski (ur. 1930, zm. 1982) – lekarz górniczy w wielickiej kopalni, kontynuator dzieła Feliksa Boczkowskiego.
Urodził się w Krakowie w rodzinie inteligenckiej, jednakże od kilku pokoleń związanej z wielicką kopalnią soli, w której to jego ojciec pracował na stanowisku inżyniera. Wraz z całą rodzina zamieszkał w Wieliczce w 1939 r., po wysiedleniu przez Niemców ze Śląska Cieszyńskiego. W czasie okupacji uczęszczał tam do szkoły podstawowej, a następnie w 1949 r. zdał egzamin dojrzałości w Liceum im. J. Matejki. Następnie podjął studia na Wydziale Lekarskim AM w Krakowie które skończył w 1954 r. Podczas prawie 30-letniej nieprzerwanej pracy naukowo-dydaktycznej przeszedł wszystkie etapy kariery uczelnianej do stanowiska profesora i kierownika Międzywydziałowej Katedry Historii Medycyny i Farmacji. W latach 1955–1958 dodatkowo pracował w I Klinice Chorób Wewnętrznych AM w Krakowie, gdzie uzyskał specjalizację I Stopnia chorób wewnętrznych, a następnie specjalizację II stopnia z zakresu fizjoterapii i balneoklimatologii.
W r. 1962 uzyskał stopień dra nauk medycznych po obronie rozprawy pt. „Opieka lekarska i społeczna w Żupach Wielickich od XIII do XIX wieku”, a stopień doktora habilitowanego nauk medycznych w r. 1964 na podstawie pracy nt. „Studia z historii Krakowskiego Fakultetu Medycznego”.
Był promotorem ponad 60 prac magisterskich i 11 prac doktorskich, a nadto opracował i napisał ponad 100 prac naukowych. Jego zainteresowania naukowe dotyczyły głównie: historii krakowskiej medycyny, opieki lekarskiej i społecznej w dawnym górnictwie polskim, problematyki lekarskiej okresu okupacji hitlerowskiej w Polsce, polskich lekarzy w kraju i na obczyźnie, rozwoju balneoklimatologii, ulubionej tematyki dotyczącej przeszłości Wieliczki, a nadto postaci Mikołaja Kopernika jako lekarza („Mikołaj Kopernik – wybitny przedstawiciel medycyny XVI wieku w Polsce”, Kraków 1978, s. 84).
Drugim nurtem jego działalności było wykorzystanie naturalnego środowiska w podziemiach kopalni dla celów leczniczych. W tym celu objął dodatkowo stanowisko lekarza kopalni soli w Wieliczce w 1958 r. oraz prowadził badania i obserwacje stanu zdrowia załogi górniczej.
Przeprowadzał szereg eksperymentów klinicznych polegających na poddawaniu chorych działaniu atmosfery podziemnych komór solnych o specyficznych właściwościach fizyko-chemicznych i biologicznych. Ich efektem było opracowanie metody subterreanoterapii, zwaną również metodą Skulimowskiego. W oparciu o nią w 1958 r. stworzył w Wieliczce pierwsze w Polsce mikroklimatyczne sanatorium podziemne, w którym do dziś leczy się choroby układu oddechowego.
W czerwcu 1964 r. decyzją Zarządu Uzdrowisk Ministerstwa Zdrowia i Opieki Społecznej, zostało utworzone podziemne sanatorium (niedługo potem przemianowane na Szpital Uzdrowiskowy „Kinga”).
Celem propagowania swych osiągnięć na tym polu działania w 1963 r. założył w Wieliczce pierwsze w świecie Towarzystwo Naukowe Klimatoterapii Podziemnej, organizował konferencje naukowe i utrzymywał kontakty międzynarodowe.
W latach 1961–1969 przewodniczył komisji Zdrowia, Zatrudnienia i Opieki Społecznej Miejskiej Rady Narodowej w Wieliczce oraz Komisji Ochrony Środowiska Wojewódzkiej Rady Narodowej w Krakowie (1969-73).
Był odznaczony między innymi: Złotym Krzyżem Zasługi (1975), Złotą Odznaka za Zasługi dla miasta Wieliczki (1976), oraz w 1981 r. otrzymał Krzyż Kawalerski OOP.
Jako mieszkaniec Wieliczki od 17 października 1966 r. był jednym z członków założycieli Oddziału Krakowskiego Stowarzyszenia „Klub Przyjaciół Wieliczki”, pełniąc funkcję jego wiceprezesa do 1970 r.
Zmarł nagle w pełni sił twórczych 1 listopada 1982 r. i został pochowany na cmentarzu komunalnym w Wieliczce w grobie rodzinnym, w kwaterze VI.
Na wniosek Stowarzyszenia „Klub Przyjaciół Wieliczki” radni miejscy podjęli uchwałę nadającą reprezentacyjnemu placowi, przed pałacem Konopków w Wieliczce, jego imię.